# Gabinete de las Artes Gráficas
El Gabinete de las Artes Gráficas fue un museo dedicado al diseño de la comunicación visual. Su colección incluía muestras significativas de grabado popular, ilustración de libros, encuadernación, embalajes de productos y carteles. En 2012 sus colecciones se integraron en el Museo del Diseño de Barcelona, inaugurado en 2014.

## Historia
El gabinete de las artes gráficas es el resultado de un largo proceso de recopilación de objetos iniciado antes de la guerra civil española por la Junta de Museos de Cataluña.
Los primeros objetos de la colección fueron las matrices xilográficas provenientes de la Junta de museos, que se instalaron como sección propia el 1942 al entonces Museo de Artes, Industrias y Tradiciones Populares del Pueblo Español, en Montjuic. En aquella época Enric Tormo intentó reunir la tradición de la imprenta catalana.

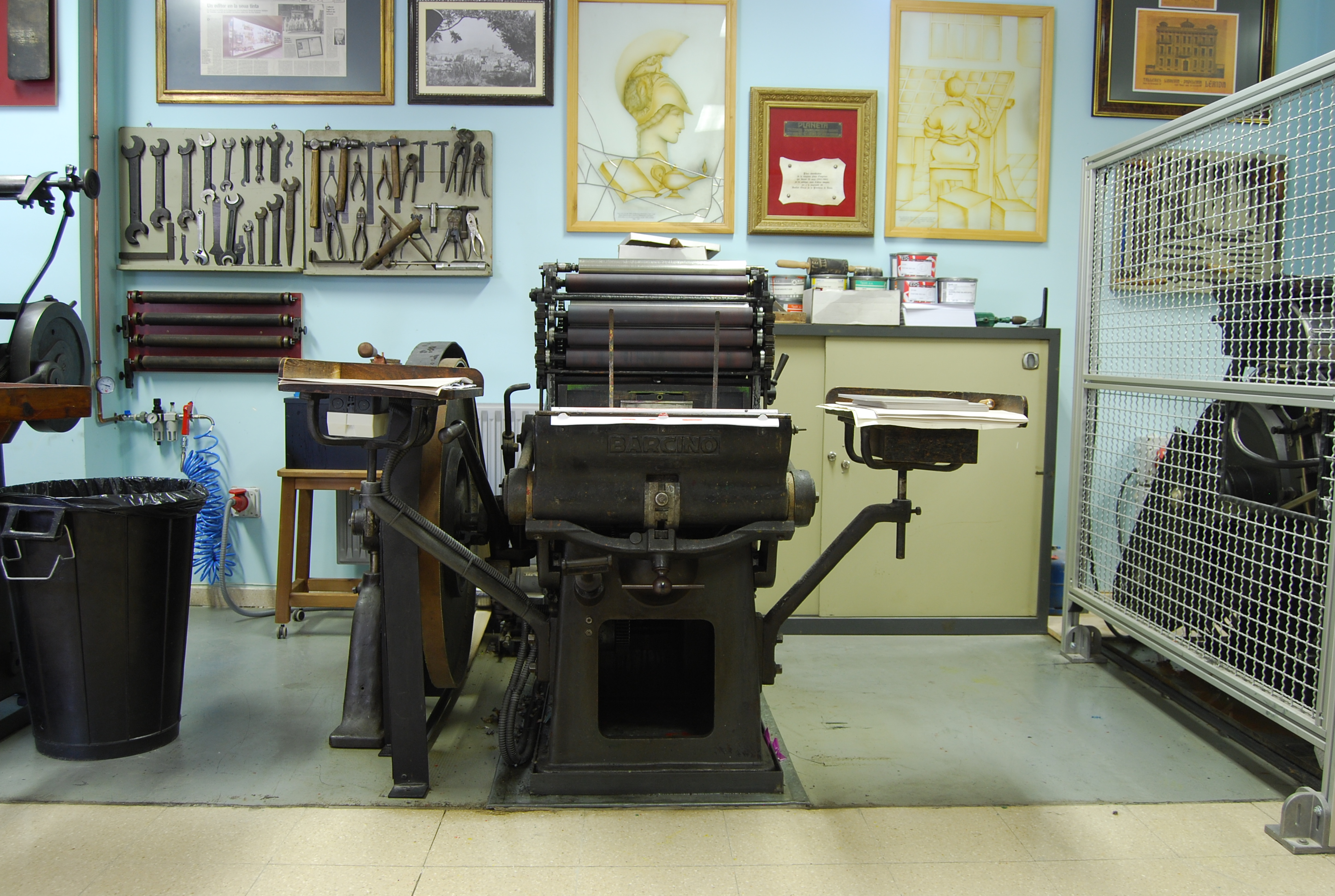
Algunas máquinas tipográficas del museo hoy se exhiben en la Sala Temática de Artes Gráficas de la Diputación de Lérida.

Años más tarde, el 1968, este departamento fue renombrado como Sección de Grabado y Artes Gráficas y recopiló nuevos objetos. A finales de los años 70 y principios de los 80 fue conocido como Museo del Libro y de las Artes Gráficas.
Algunas de las máquinas tipográficas de la colección se cedieron y actualmente se exhiben y se conservan en la Sala Temática de Artes Gráficas de la Diputación de Lérida
Actualmente forma parte del proyecto del Disseny Hub Barcelona y cuando se habilite el edificio de la plaza de las Glòries la colección se trasladará a esta nueva sede.
En 1988 cambió su denominación por Museo de las Artes Gráficas.  En 1996 se anunció un proyecto para cerrar el museo, que finalmente se hizo efectivo. Los fondos fueron almacenados en el Palacio Real de Pedralbes, a la espera de trasladarse al proyectado Museo del Diseño, siendo exhibidas ocasionalmente en exposiciones temporales. En 2008 cambió nuevamente la denominación a Gabinete de las Artes Gráficas. Desde 2014 parte de sus colecciones se exhiben en el Museo del Diseño de Barcelona.

## Colección

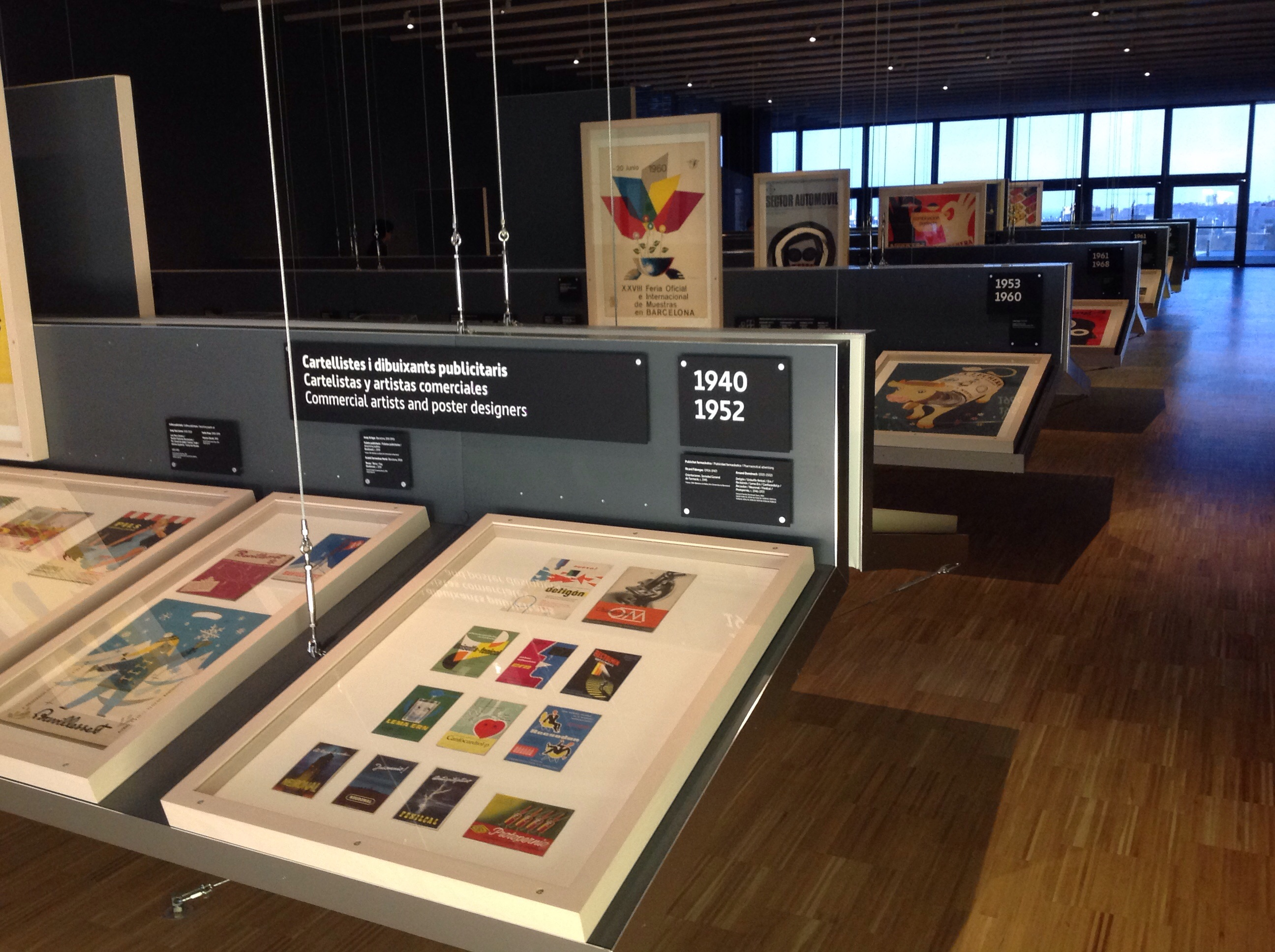
Exposición de carteles en el Museo del Diseño de Glorias.

La colección del Gabinete estaba integrada por todo tipo de objetos relacionados con el mundo de la tipografía, como  punzones,  matrices o impresos ... Se ha formado gracias a importantes donaciones de las empresas del sector, como Seix Barral o la fundición Neufville, entre muchos otros, así como por donaciones de los propios artistas, como Miquel Plana. El fondo de la colección se muestra mediante exposiciones temporales.